# Interkontinentalni kup u hokeju na travi 1977.
1. Interkontinentalni kup u hokeju na travi je bio prvi Interkontinentalni kup u športu hokeju na travi.
Bio je izlučnim turnirom za iduće svjetsko prvenstvo 1978.
Održao se od 22. rujna do 1. listopada 1977. u talijanskom gradu Rimu.
Krovna organizacija za ovo natjecanje je bila Međunarodna federacija za hokej na travi.

## Sudionici
- skupina "A": Francuska, Gana, Kanada, Kenija, Poljska, SSSR

- skupina "B": Belgija, Irska, Italija, Japan, Meksiko, Nigerija

## Natjecateljski sustav
Momčadi su u prvom dijelu natjecanja igrali po jednostrukom ligaškom sustavu u dvjema skupinama. Za pobjedu se dobivalo 2 boda, za neriješeno 1 bod, a za poraz nijedan bod.
ž
Nakon toga se igralo za poredak. 

5. i 6. momčad iz skupina su doigravale unakrižno: 5. iz "A" sa 6. iz "B" i obrnuto. Pobjednici su doigravali za 9. mjesto, a poraženi za 11. mjesto.

3. i 4. momčad iz skupina su doigravale unakrižno: 3. iz "A" s 4. iz "B" i obrnuto. Pobjednici su doigravali za 5. mjesto, a poraženi za 7. mjesto.

1. i 2. momčad iz skupina su doigravale unakrižno u poluzavršnici: 1. iz "A" s 2. iz "B" i obrnuto. Pobjednici su doigravali za 1. mjesto, a poraženi za 3. mjesto.

## Prvi dio natjecanja - po skupinama

### Skupina "A"
```
 * Gana - Francuska           3:2
 * Poljska - Kanada           2:1
 * SSSR - Kenija              2:2
```

```
 * Poljska - Kenija           2:1
 * Francuska - Kanada         2:0
 * SSSR - Gana                3:2
```

```
 * Kanada - Kenija            3:1
 * Poljska - Gana             3:0
 * SSSR - Francuska           3:2
```

```
 * Kanada - Gana              2:0
 * Francuska - Kenija         2:1
 * Poljska - SSSR             2:2
```

```
 * Gana - Kenija              3:1
 * SSSR - Kanada              1:0
 * Poljska - Francuska        2:1
```

Poredak nakon prvog dijela natjecanja:
```
Mj. Momčad       Ut    Pb    N     Pz      Pr:Ps         Bod
 1. 
 Poljska   5     4     1     0      (11: 5)         
9

 2. 
 SSSR      5     2     2     1      (11: 8)         
6

 3. 
 Kanada    5     2     0     3      ( 6: 6)         
4

 4. 
 Francuska 5     2     0     3      ( 9: 9)         
4

 5. 
 Gana      5     2     0     3      ( 8:11)         
4
 
 6. 
 Kenija    5     0     1     4      ( 6:12)         
1
```

### Skupina "B"
```
 * Japan - Nigerija           1:0
 * Belgija - Meksiko          4:0
 * Irska - Italija            1:0
```

```
 * Irska - Meksiko            3:0
 * Belgija - Japan            2:1
 * Italija - Nigerija         3:0
```

```
 * Belgija - Nigerija         3:2
 * Irska - Japan              6:2
 * Italija - Meksiko          1:0
```

```
 * Nigerija - Meksiko         1:0
 * Irska - Belgija            3:3
 * Japan - Italija            3:2
```

```
 * Meksiko - Japan            2:2
 * Irska - Nigerija           2:2
 * Belgija - Italija          1:1
```

Poredak nakon prvog dijela natjecanja:
```
Mj. Momčad       Ut    Pb    N     Pz      Pr:Ps         Bod 
 1. 
 Irska     5     3     2     0      (15: 7)         
8

 2. 
 Belgija   5     3     2     0      (13: 7)         
8

 3. 
 Italija   5     2     1     2      ( 7: 5)         
5

 4. 
 Japan     5     2     1     2      ( 9:12)         
5

 5. 
 Nigerija  5     1     1     3      ( 5: 9)         
3
 
 6. 
 Meksiko   5     0     1     4      ( 2:11)         
1
```

## Doigravanje za poredak
- za 10. – 12. mjesto

```
 * Gana - Meksiko                     4:0
 * Kenija - Nigerija                  1:0
```

- za 5. – 8. mjesto

```
 * Kanada - Japan                     2:1
 * Italija - Francuska                2:1
```

- poluzavršnica

```
 * Poljska - Belgija                  2:1
 * Irska - SSSR                       2:1
```

- za 11. mjesto

```
 * Nigerija - Meksiko                 1:0
```

- za 9. mjesto

```
 * Gana - Kenija                      1:2
```

- za 7. mjesto

```
 * Francuska - Japan                  3:1
```

- za 5. mjesto

```
 * Kanada - Italija                   2:1
```

- za brončano odličje

```
 * SSSR - Belgija                     4:3
```

- završnica

```
 * Poljska - Irska                    2:1
```

## Konačni poredak
| Mj. | Država    |
| --- | --------- |
| 1.  | Poljska   |
| 2.  | Irska     |
| 3.  | SSSR      |
| 4.  | Belgija   |
| 5.  | Kanada    |
| 6.  | Italija   |
| 7.  | Francuska |
| 8.  | Japan     |
| 9.  | Kenija    |
| 10. | Gana      |
| 11. | Nigerija  |
| 12. | Meksiko   |

Pravo sudjelovati na Svjetskom kupu 1978. su izborile Poljska, Irska, SSSR, Belgija, Kanada i Italija.
| Interkontinentalni prvaci 1977. |
| ------------------------------- |
| Poljska Prvi naslov             |

## Vanjske poveznice
- International Hockey Federation